# Pseudeos
Pseudeos es un género de aves psitaciformes de la familia Psittaculidae.

## Especies
El género contiene dos especies:
- Pseudeos fuscata (Blyth, 1858) – lori sombrío;
- Pseudeos cardinalis (Gray, GR, 1849) – lori cardenal.